# Von Schinkel
von Schinckel och von Schinkel är namnet på flera svenska och tyska adliga ätter med ursprung från Tyskland.

## Tyska ätten von Schinckel
Den äldsta tyska ätten von Schinckel är känd från 1570-talet i Pommern och Mecklenburg och förde i vapnet ett till höger vänt harneskklätt ben, vars nedre del var beklätt med en svart kragstövel, försedd med en sporre av silver i rött fält.
Kända nutida medlemmar av ätten i Tyskland är Max von Schinckel (1849–1938), bankir i Hamburg, och hans son bankiren Joachim von Schinckel (1895–1976).

## Svenska ätterna von Schinkel
Den svenska släkten von Schinkel kan leda sitt ursprung till David Schinkel (1743–1807), som var född i Stralsund och inflyttade till Stockholm, där han verkade som grosshandlare och riksdagsman i borgarståndet. Han adlades med oförändrat namn men blev aldrig introducerad på Riddarhuset. David Schinkel var ogift men lät legitimera sonen Johan Fredrik Schinkel (1791–1840) som äkta och skapade ett fideikommiss för honom och hans ättlingar.
Johan Fredrik Schinkel fortsatte faderns verksamhet och är också angiven som kammarherre. Han adlades 1818 med namnet von Schinkel och introducerades på Riddarhuset påföljande år på nummer 2264. Johan Fredrik von Schinkel hade inga söner, varför hans ätt inte kunde föras vidare. Fideikommisset tillföll svärsonen Bernt Bergman som adlades 1840 på svärfaderns namn och vapen men introducerades samma år på det nya numret 2315. Från denne härstammar den fortlevande släkten von Schinkel. Bägge ätterna von Schinkel adlades under § 37 av 1809 års regeringsform, varvid endast huvudmannen är adlig.
Den 31 december 2021 var 21 personer med namnet von Schinkel och 2 personer med namnet Schinkel folkbokförda i Sverige.

### Heraldiskt vapen
| ”                                    | En blå sköld, medelst ett gyllene pythagoriskt kors delad i tre delar. I den öfversta lyser Hans Maj:t konung Carl XIV Johans höga namnchiffer af guld, betäckt med kunglig krona. I högra fältet står en till höger vänd hvit stork, hållande i högra upplyftade foten en offerkanna af guld. I venstra fältet åter äro två i kors lagda facklor af silfver, öfver hvilka står jernets tecken af stål. | „ |
| – Sköldebrevsavskrifter, 18:053, RHA | |   |

## Släktträd, svenska släkten (urval)
- David Schinkel (1743–1807), adlad Schinkel, inte introducerad
  - Johan Fredrik Schinkel, adlad von Schinkel (1791–1840)
    - Beata Sophia von Schinkel (1813–1843), gift med
    - + Berndt Bergman, adlad von Schinkel (1794–1882)
      - Carl von Schinkel (1839–1913), bruksägare, adelsman vid faderns död
        -           -             - David von Schinkel (född 1971), godsägare

        - Herbert von Schinkel (1902–1977), militär

      - Axel von Schinkel (1866–1933), militär, son till Berndt von Schinkel i ett andra gifte

## Personer med namnen Schinkel och von Schinkel
- Agneta von Schinkel (född 1941), journalist och redaktör
- Axel von Schinkel (1866–1933), överste
- Berndt von Schinkel (1794–1882), militär och historisk samlare
- David Schinkel (1743–1807), grosshandlare och politiker, svenska släktens stamfar
- David von Schinkel (född 1971), godsägare
- Herbert von Schinkel (1902–1977), militär
- Karl Friedrich Schinkel (1781–1841), tysk arkitekt, stadsplanerare och målare